# Ettore Caffaratti
Ettore Caffaratti (n. 12 mai 1886, Milano, Regatul Italiei – d. 9 ianuarie 1969, Milano, Italia) a fost un sportiv ce a reprezentat Italia, medaliat olimpic. A participat la o ediție a Jocurilor Olimpice (1920) în care a câștigat o medalie de argint și două medalii de bronz.